# Mestosoma araguanum
Mestosoma araguanum är en mångfotingart som först beskrevs av Chamberlin 1952.  Mestosoma araguanum ingår i släktet Mestosoma och familjen orangeridubbelfotingar. Inga underarter finns listade i Catalogue of Life.